# Epikurism

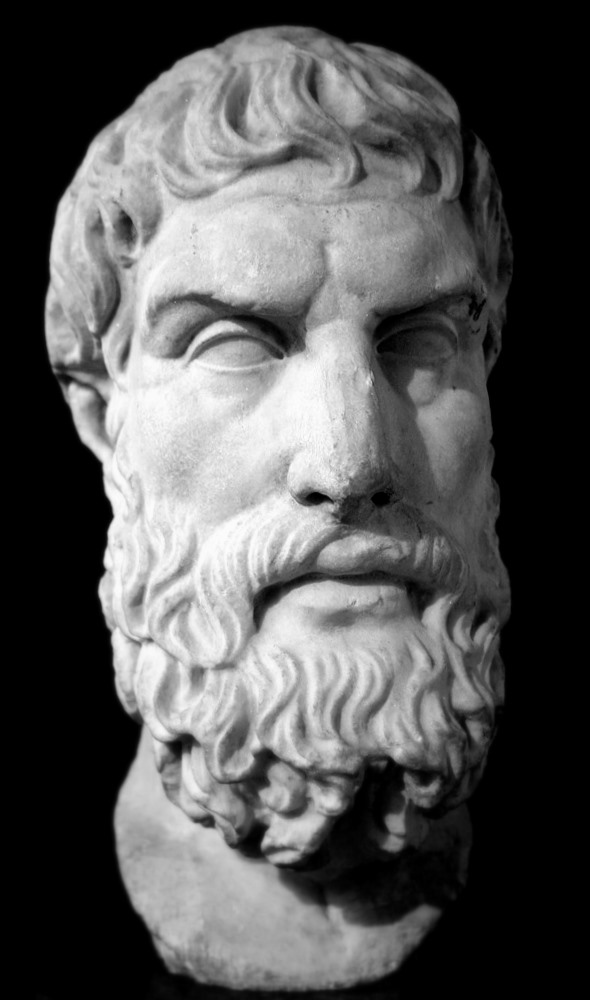
Epikuros avbildad på byst.

Epikurism (äldre stavning ibland epikureism) är en antik filosofisk riktning uppkallad efter Epikuros, som betonar vikten av sinneslugn. Epikuros levde och verkade i Grekland omkring 300 f.Kr.
Epikurismen har missförståtts som att vara en filosofi som rättfärdigar ett vällustigt utsvävande liv. Det var inte Epikuros ursprungliga filosofi, men kom att betraktas på detta sätt av kristna, då epikurismen avvek från de kristna normerna, och då i synnerhet epikurismens tro att gudarna i sin upphöjdhet inte ägnar sig åt att straffa eller belöna människan. Tillsammans med andra polemiserande texter mot teologi, antropocentrism och teleologi bannlystes dessa texter under den kristna medeltiden, och endast fragment återstår. Under renässansen fick emellertid epikurismen återigen uppmärksamhet och kan sägas, återupptäcktes. Epikurismens lära gör anspråk på att medföra lycka (eudaimonia), njutning (hēdonē), lugn i kropp och själ (ataraxia), och frånvaro av smärta (aponia). Ataraxia ses som "vishetens slutgiltiga mål". Att eliminera rädslan för döden och gudar var ett par av de primära målen i skolan. Epikuréerna refererades till under antiken, som "de i trädgården" (hoi apo tōn kepōn). Den trohetsed som lärjungarna i skolan avlade var enligt följande: "Jag skall vara trogen Epikuros, vars lära jag av fri vilja valt att följa".
Etiken är av huvudbetydelse i läran, allt annat som behandlas i läran är inte av samma värde; dock så har alla ämnen gemensamt att som mål medföra sinnesfrid till människan. Den viktigaste frågan var hur man garanterar lycka för individen. Sinnesfrid, eller lycka (eudaimonia), anses av epikurismen även vara "livets mål". Det målet ville epikuréerna hjälpa människor att uppnå med hjälp av deras tro på epikurismens lära.
Epikurismen kan kategoriseras som att vara en form av modifierad hedonism, med uttryck av individualism. Bland skolor som stod i konkurrens med epikurismen kan stoicismen, Platons akademi, samt Aristoteles skola Lykeion, nämnas.
Epikurismen kan delas in i fyra grundläggande drag:
- Man bör undvika det som skapar oro, som politik[27] och offentligt liv.[28] (I De Otio (On Leisure) av Seneca så citeras Epikuros enligt: "Den vise mannen deltar inte i politik, om det inte är av något särskilt tillfälle”.)[29]
- Man bör leva i stillhet, bland sina vänner.[1] En epikureisk maxim som passar in på detta motto är "Lev i skymundan!" eller "Lev gömd".[30][31]
- Människan bör söka de ting som ger lust, men inte nöjesliv och tillfällig njutning, utan det livets goda som leder till varaktig lycka. Man bör alltså enligt epikurismen ha god kontroll över sina njutningar[32] ("njut - men med förnuft").[1]
- Frånvaron av smärta är det högsta goda.[1]

Epikurismen tror att alla kan nå lycka och frid i själen.
Epikurismen skiljer mellan tre typer av begär: Naturliga och nödvändiga begär, naturliga men onödiga begär, och varken naturliga eller nödvändiga begär. Läs mer om detta under sektionen "Olika former av begär".

## Bevarade skrifter
Epikuros var mycket produktiv i sitt skrivande (han skrev cirka 300 verk), men nästan inget av det han skrivit har överlevt, eftersom hans skrifter inte ansågs värdiga att kopiera av kristna auktoriteter, troligen då de inte motsvarade kristna föreställningar. Författaren Diogenes Laertios, som är en av våra bättre källor till epikurismen, skrev omkring 200 e.Kr. Om kända filosofers liv och tankar, ett verk i 10 band om flera olika filosofer. 
Diogenes förmedlar en sats om Epikuros huvudteser, tre av Epikuros brev; brevet till Herodotos, som summerar hans metafysik, brevet till Pythokles, som beskriver atomläran och himlafenomenen, brevet till Menaikeus (även känd som "Menoeceus"), där han summerar sin etiska lära.
Två av de viktigaste källorna till epikurismen är den romerska poeten Lucretius och den romerska politikern Cicero. Lucretius var epikuré och skrev lärodikten Om tingens natur. Om tingens natur är särskilt en bra källa till epikurismens metafysik. Cicero var främst anhängare av den stoiska skolan och skrev en serie verk som utredde de större filosofiska lärorna för den tiden, däribland epikurismen. Särskilt intressant av Cicero är De Finibus Bonorum et Malorum som både beskriver och kritiserar epikurismens etik.
Vid utgrävningar i Villa dei Papyri i Herculaneum, påträffades delar av Epikuros magnum opus On Nature, svårt skadat.
Epikuros huvudbudskap är tydligt. Men eftersom så få av hans texter finns kvar, är många detaljer om epikurismen osäkra och omtvistade.

### Vatican Sayings
"Vatican Sayings" är en samling epikuréiska maximer, bevarade i ett manuskript ifrån 1300-talet, först redigerade 1888. En del av de viktigaste lärosatserna är med i samlingen.

## Etisk lära
Epikurismen förespråkar att människan gör bäst i att dra sig undan allt bekymmersamt, såsom politik och offentligt liv, och i stället ägna sig åt ett stillsamt och enkelt liv bland vänner, där man undviker allt smärtsamt, och söker de ting som ger en varaktig lycka. Epikuros ansåg att varje människa bör leva här och nu och inte vara rädd för efterlivet, eftersom epikuréer inte tror att det finns något liv efter döden. Epikurismen är således materialistisk, och anser att frånvaron av smärta är det högsta goda. Vidare anser epikurismen att det högsta dåliga är smärta.

### Epikurismens hedonism
Epikurismens typ av hedonism handlar om att uppnå sinneslugn, genom att göra sig av med fåfänga och "tomma" begär som leder till oro, och genom att leva ett lagom asketiskt liv.
Epikuréerna ansåg som Aristoteles att det högsta goda, som de anser vara lycka, bör värderas för just det goda i sig självt, och inget annat. Men till skillnad från Aristoteles så anser epikurismen inte att man ska identifiera välbehag med lycka, en anledning till detta är att epikurismen anser att välbehag är det enda människor gör, av värde för välbehaget i sig, och att allt vi gör, gör vi i slutändan för att öka välbehaget för oss själva.
I VL 6 argumenterar Epikuros för att vuxna människor också av instinkt bör söka skydd för att uppnå välbehag:
| ” | För att erhålla skydd från andra män, så är alla medel för att uppnå detta mål, i slutändan gott | „ |

Epikuréerna ägnade mycket tid åt att göra den åsikten rimlig - att alla handlingar, även till synes självuppoffrande handlingar eller handlingar som enbart utförs för att vara ädla, i själva verket är direkt riktade mot att skaffa välbehag för en själv.
Även om alla välbehag är goda och alla plågor är onda, hävdar epikurismen, att alla välbehag inte är rätta att välja, eller att alla plågor bör undvikas. Alla bör kalkylera och välja det som kommer att resultera i det bästa för en själv längre fram i livet, och avstå från det som ger välbehag under en kort tid, om det även innebär att det slutligen kommer leda till större smärta längre fram i livet. Epikurismen betraktar alltså praktisk vishet som förmågan att på ett korrekt sätt kunna kalkylera mängden njutning och lidande. Kalkyleringen beskrivs av epikurismen som "Njut - men med förnuft".
Det är möjligt att tolka detta som att orättvist beteende kan vara godtagbart om utövaren kommer undan med det, men Epikuros förnekar detta i den 35:e viktigaste lärosatsen:
| ” | Det är omöjligt för en man som i hemlighet kränker villkoren för överenskommelse att inte skada eller bli skadad, att känna sig säker på att han kommer att förbli oupptäckt, även om han redan flytt tiotusentals gånger; för intill sin död kan han aldrig vara riktigt säker på att han inte kommer bli upptäckt | „ |

### Dygder
Epikurismens typ av hedonism har fått utstå mycket kritik, inte minst under antiken, då den fördömdes. En anledning till det kan vara att den epikureiska moralen ansågs för annorlunda gentemot den dåvarande traditionella moralen. Men enligt Epikuros lära handlar mycket om att leva efter dygder, såsom mod, bra temperament och vishet. Bland annat den första viktigaste lärosatsen behandlar detta:
| ” | Den lyckliga och oförstörbara varelsen har inga problem med sig själv och drar inte med sig bekymmer till sina medmänniskor; så han är fri från ilska och är icke partisk, för sådana åkommor antyder svaghet | „ |

VL 1
Epikuros säger att försiktighet, eller med andra ord praktisk vishet, är källan till alla andra dygder.
Men dygder är endast värdefulla för det hållbara höga välmåendet som epikurismen anser att de kan ge, alltså är inte dygderna värdefulla i sig, utan endast för den njutning de kan medföra.
Epikurismen ansåg att förnuft och klokhet är nödvändigt för att kunna se vad som är det bästa för ens eget bästa intresse. Den 16:e viktigaste lärosatsen behandlar detta:
| ” | Slumpen hindrar sällan den vise; hans största och bästa intressen har varit, är, och kommer att vara, ledda av förnuftet genom hela hans liv | „ |

Angående nödvändigheten av dygder så gick epikurismen emot majoriteten av den tidens etiska teoretiker, däribland stoikerna, som identifierade lycka med dygd, och Aristoteles, som identifierade lycka med att leva efter dygderna.

### Naturkunskap och filosofi
Den viktigaste lärosatsen 12 beskriver varför epikurismen anser naturkunskap som viktigt:
| ” | Det är inte möjligt för någon att bli kvitt sin rädsla inför de viktigaste frågorna, om man inte förstår universums natur men likväl sätter tilltro till myter. Alltså: utan kunskap om naturen finner man ingen glädje i rent välbehag | „ |

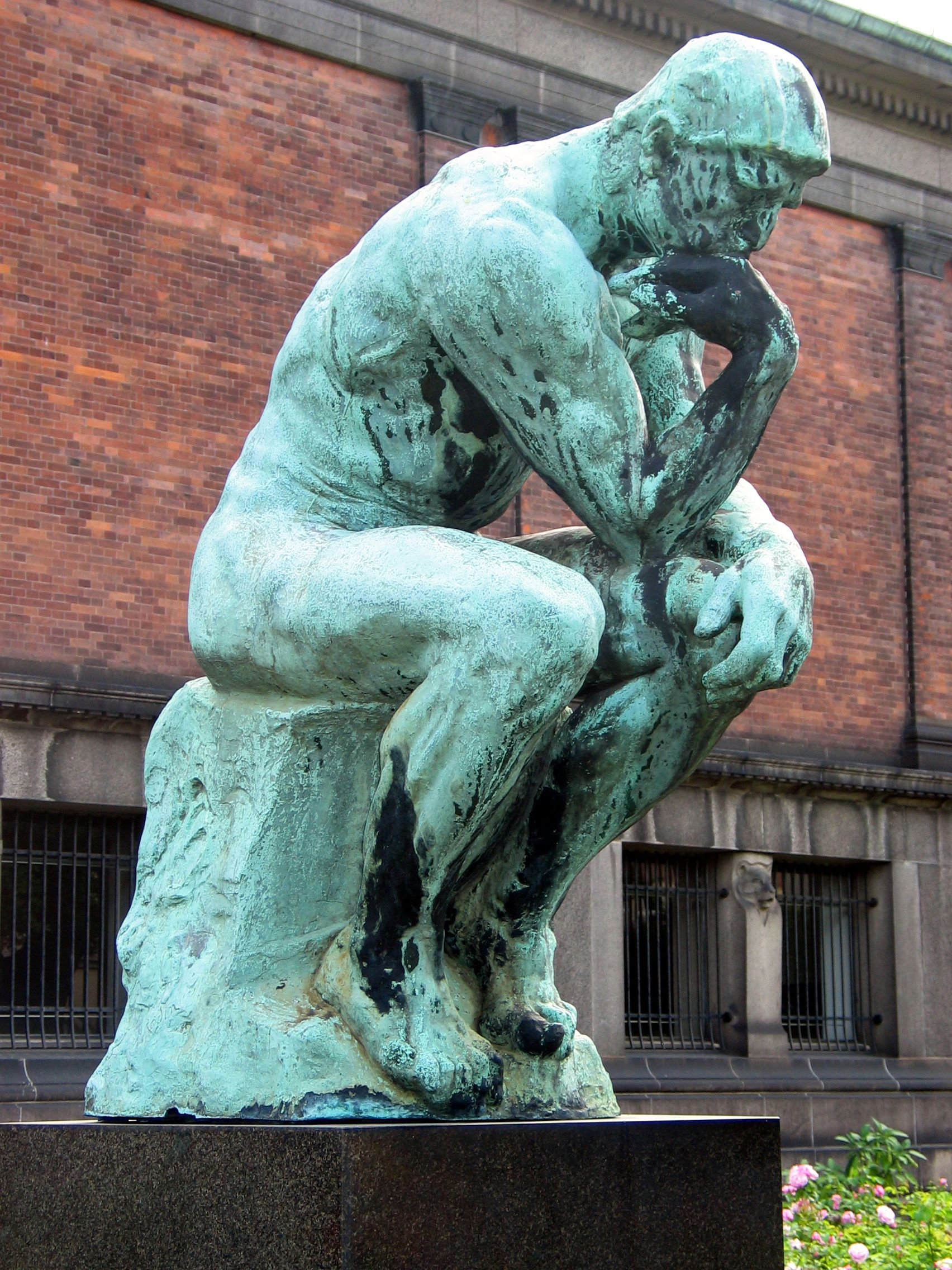
"Man får inte låtsas att filosofera, men verkligen filosofera. För vi behöver inte skepnaden av lycka, men riktig lycka" Vatican Saying 54.

Epikurismen anser filosofi som viktigt för att uppnå god mental hälsa. Mer precist definierade Epikuros filosofi som: "en aktivitet, vilken genom ord och argument säkrar ett lyckligt liv". Epikurismen säger att det ger njutning att studera filosofi, då det driver bort oro.
I brevet till Menaikeus beskriver Epikuros sin kärlek till filosofi, och yrkar på att man bör ägna sig åt filosofi. Ungefärlig översättning (kortare utdrag ur brevet):
| ” | Låt ingen fördröja studierna i filosofi när du är ung, ej heller för trött för det när du är gammal. För ingen är varken för ung eller för gammal för själens välmående. Han som säger att tiden för filosofi ej har kommit eller passerat, är någon som säger att tiden för lycka ej har kommit, eller att den passerat. Därav måste både unga som gamla filosofera | „ |

Epikuros betonar i Vatican Saying 54 att man bör ta filosofi på allvar för att kunna uppnå sinnesfrid: ungefärlig översättning till svenska, "Man får inte låtsas att filosofera, men verkligen filosofera. För vi behöver inte skepnaden av lycka, men riktig lycka".
Epikuréerna anser att det finns främst två typer av filosofi, metafysik och etik, ej logik. Epikuréerna använde dock bara en annan benämning på logik, kanoniken, vilken ses som epikurismens motsvarighet till logiken.

### Olika former av välbehag
Epikurismen kategoriserar välbehag som antingen "välbehag i rörelse", då man är i akt att tillfredsställa ett begär, som till exempel att dricka vid törst, och "statiska välbehag", efter att man tillfredsställt något av sinnena, som till exempel att vara mätt efter en måltid. Epikurismen föredrar det statiska välbehaget.
Epikurismen anser att det endast finns två tillstånd hos människan, välbehag samt smärta. Epikuréerna anser att man måste leva klokt, hedervärt och rättfärdigt för att kunna leva ett liv fullt av välbehag, vilket den viktigaste lärosatsen 5 betonar:
| ” | Det är omöjligt att leva ett behagligt liv utan att leva klokt, hedervärt och rättfärdigt, och det är omöjligt att leva klokt, hedervärt och rättfärdigt utan att leva ett liv fullt av välbehag. När något av dessa kriterier inte uppfylls, när, till exempel, människan inte klarar av att leva klokt, är det omöjligt för henne att leva ett liv fullt av välbehag, även om hon lever sitt liv hedervärt och rättfärdigt | „ |

Man bör även enligt epikurismen skilja mellan kroppsliga såväl som mentala välbehag samt smärtor. Epikurismen värderar mentala njutningar högre än kroppsliga. De fysiska berör nuet, medan de mentala berör såväl dåtida som framtida händelser (Vad man minns och vad man tror kommer att hända), (värt att nämna här är Vatican Saying nummer 19, som betonar epikurismens syn på att det är viktigt att komma ihåg det goda man varit med om: "Han som glömmer bort det goda han haft, är idag en gammal man".. Epikuréerna anser också att en av de viktigaste faktorerna för att nå ett gott liv, är att komma ihåg det goda från dåtiden. Epikuros sa även:
| ” | Kroppen lider endast i nuvariga plågor, medan själen lider i nutidens, dåtidens, samt framtidens plågor | „ |

Epikuros menade som ovan även med njutningar.
Den viktigaste lärosatsen 3 behandlar det viktiga i att avlägsna såväl fysisk som mental smärta:
| ” | Omfattningen av njutning når sin gräns i avlägsnandet av all smärta. När sådan njutning är närvarande, så länge det stadiet är oavbrutet, finns det varken smärta i kropp, sinne eller i båda tillsammans | „ |

Men även om smärta är närvarande, hävdade Epikuros att människan "kan vara lycklig på sträckbänken".
Den viktigaste lärosatsen 20 behandlar tid och välbehag:
| ” | Kroppen får den begränsade njutningen i obegränsat mått; och för att förverkliga den behövs obegränsat med tid. Men sinnet, som intellektuellt begriper vad som är slutet och gränsen för kroppen, jagar bort fasan inför framtiden och skaffar ett komplett och perfekt liv, och vi har inte längre något behov av obegränsad tid. Likväl undviker inte sinnet njutning, och även när omständigheter gör döden överhängande, så saknar inte sinnet glädje av det bästa livet | „ |

Många av de viktigaste lärosatserna, behandlar ämnet välbehag, och då ofta välbehag i synnerhet.
Epikurismen anser att de välbehag som är svåra att skaffa, ej heller är nödvändiga att skaffa.

### Olika former av begär
Eftersom välbehag hänger nära ihop med begär, lade Epikuros stor vikt vid att förstå olika sorters begär
Om välbehag orsakas av att få det du söker (begärtillfredsställelse) och smärta från att inte få det du vill ha (begärfrustration), då finns det två strategier du kan följa i förhållande till det givna begäret: Du kan antingen sträva efter att uppfylla begäret eller försöka eliminera begäret.
Oftast förespråkar Epikuros det andra sättet. Han menade att man bör minska sina begär till ett minimum – ett minimum som är lätt att uppnå.
Den viktigaste lärosatsen 26 uttrycker detta:
| ” | Alla begär som inte leder till smärta när de förblir otillfredsställda är onödvändiga, men begäret är lätt att bli av med, när det begärda tinget verkar svårt att uppnå eller när begären förmodligen kommer att framkalla skada | „ |

Epikurismen skiljer mellan tre typer av begär: Naturliga och nödvändiga begär, naturliga men onödiga begär, och varken naturliga eller nödvändiga begär. Den viktigaste lärosatsen 29: 
| ” | Av våra begär är några naturliga och nödvändiga, andra är naturliga med inte nödvändiga; och andra är varken naturliga eller nödvändiga utan beror på en åsikt som saknar grund." Den viktigaste lärosatsen 30 behandlar naturliga begär: "De naturliga begär som inte innebär smärta när de lämnas otillfredsställda, trots att de hävdas med intensiv kraft, beror också på en grundlös åsikt; och det är inte för deras egen natur, de inte försvinner, utan för någons grundlösa åsikter | „ |

Exempel på naturliga och nödvändiga begär inkluderar begäret efter mat, dryck, skydd och liknande. Epikurismen anser att dessa begär är lätta att uppfylla och svåra att eliminera (de är naturligt hårt knutna till människan), och de är värda att uppfylla på grund av välbehaget de ger när de är uppfyllda. Vidare är de nödvändiga för livet, och de är naturligt begränsade; om någon är hungrig krävs det bara en begränsad mängd mat för att fylla magsäcken och därmed begäret. Epikurismen uppmuntrar till att följa dessa begär.
Fåfänga begär inkluderar exempelvis begär efter makt, rikedom, berömmelse och liknande. De är svåra att uppfylla, delvis för att de inte har någon naturlig gräns. Den viktigaste lärosatsen 15 nämner detta, "Rikedomen som naturen kräver är begränsad och lätt att skaffa; men rikedomen som fåfänga ideal kräver sträcker sig oändligt". Den epikureiska läran refererar till "fåfänga ideal" som "..åsikt som saknar grund.", och är då alltså inte att eftersträva enligt den epikureiska läran, då den viktigaste lärosatsen 16 säger: "Slumpen hindrar sällan den vise; hans största och bästa intressen har varit, är, och kommer vara, ledda av förnuftet genom hela hans liv". Fåfänga begär bör enligt epikurismen elimineras.

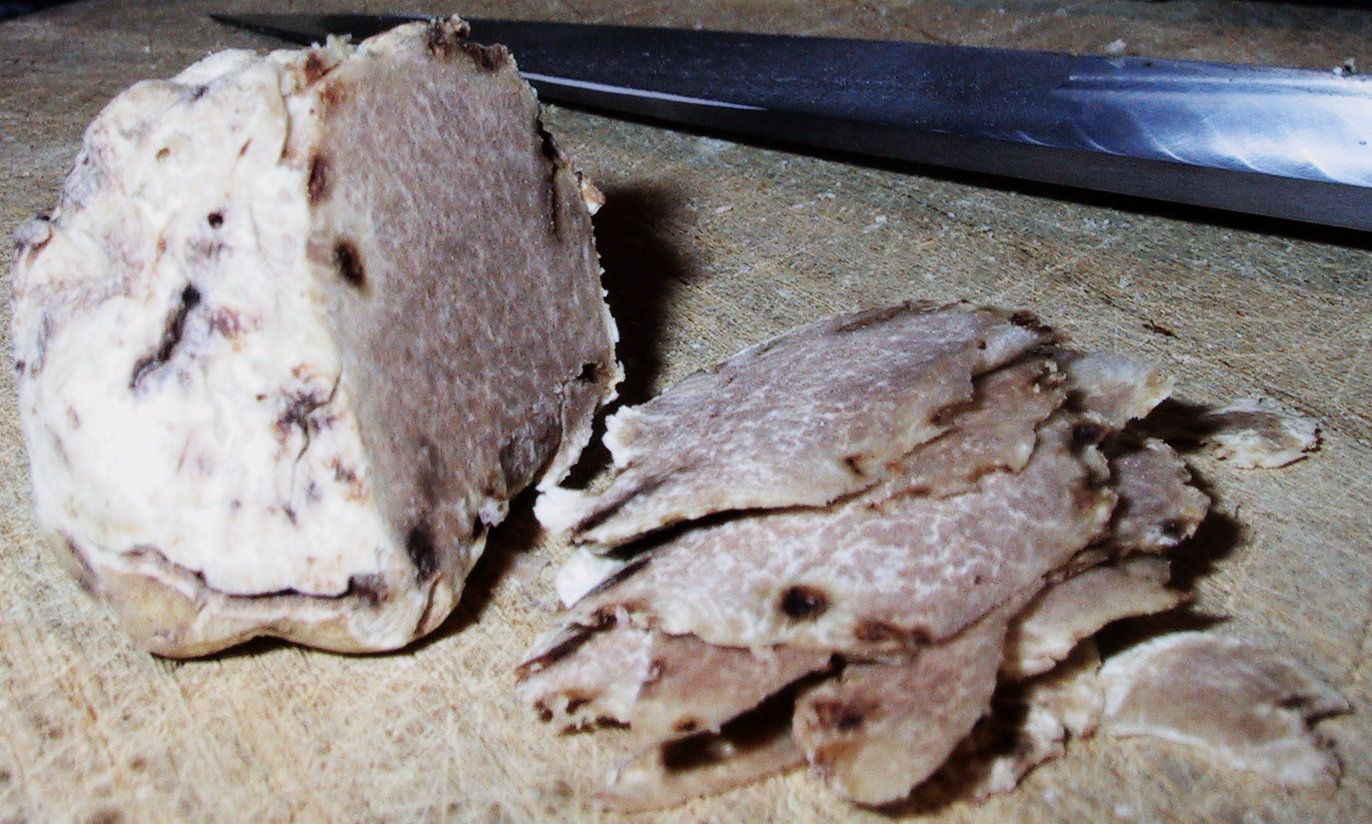
Enligt epikurismen så gör människan klokast i att inte förvänta sig lyxmat, men inte heller neka det om det "råkar vara tillgängligt".

Ett exempel på ett naturligt men icke nödvändigt begär är begäret efter dyr mat. Man ska enligt epikurismen inte hela tiden förvänta sig sådan mat, epikurismen förespråkar ett asketiskt sätt att leva, men epikuréerna anser att man inte skall neka sig lyxmat om det "råkar vara tillgängligt", men att hela tiden förvänta sig lyxmat och liknande är enligt epikurismen negativt. Epikuros säger att en person som inte är van vid det extravaganta, är bäst på att uppskatta det, när det ibland råkar vara tillgängligt. Men epikurén bör alltid vara på vakt för att inte utveckla begär efter det extravaganta.
Epikuros förespråkar alltså att eliminera alla begär utom de naturliga och nödvändiga och leva ett simpelt liv, som den bästa vägen till njutning i livet.
Ett annat citat som passar in på epikurismens syn på mat är:
| ” | Roten och upphovet till att gott är magens njutningar; till och med visdom och själsodling kommer i förhållande till dem i andra rummet | „ |

Ett känt Epikuros-citat lyder, 
| ” | Om du vill göra Pythokles rik, ge honom inte mer mat, utan minska hans begär | „ |

Ett flertal av Epikuros huvudteser behandlar ämnet begär.

### Döden
Epikurismen ser döden som en förintelse av ens kropp och själ. Om döden är en förintelse, säger Epikuros, då är den "ingenting för oss". Hans argument kan listas enligt följande:

1. Döden är ingenting för oss
2. eftersom - Döden är upplösandet av själen
3. och - Vad som är upplöst förnimmer inte.
4. alltså - (genom 2 och 3) Döden är lika med frånvaron av förnimmelser
5. Det som vi inte förnimmer är ingenting för oss.
6. och (genom 4 och 5) - Döden är ingenting för oss

Ett annat epikurianskt argument finns i Om tingens natur (Lucretius), argumentet refereras till ibland som "lucreanskt", men det har även tillskrivits Epikuros. Argumentet lyder enligt följande:
| ”                             | Se dig om mot den evighet som innan vi föddes, ilade bort - den betyder ej det ringaste för oss. Det är en trogen spegel av kommande tid som naturen vill hålla upp för oss, av en framtid då vi är borta. Inte är väl den bilden så hemsk och fasansfullt dyster? | „ |
| – Lucretius, Om tingens natur | |   |

När någon närstående dör, anser inte epikuréerna att detta är något man ska må dåligt över, enligt citatet:
"Härligt är minnet av en död vän".
Även VL 40 behandlar detta ämne:
| ” | De som har kraften att försvara sig själva mot hot från sina grannar, och som därmed är garanterade den bästa säkerhet, lever det mest behagliga livet med varandra; och de kan glädjas åt den allra högsta förtrolighet, sådan att om någon av dem dör i förtid, så beklagar inte de andra hans död, då det skulle innebära medömkan | „ |

#### Självmord
Epikurismen anser att självmordsbenägna personer är i ett absurt tillstånd, då de har levt sina liv till gränsen att de fått en vilja att dö. Absurt anser även epikurismen om människor som söker döden, för sin rädsla för den.

### Sex och kärlek
Epikuros har uppgivits att ha sagt att "sex har aldrig gjort någon gott, och man bör se sig själv som tursam, om det inte gjort en ont". Man bör dock tänka anakronistiskt angående detta, dagens sexmoral skiljer sig från Epikuros tid, då med tanke på hur ofta och i vilken utsträckning sexuellt umgänge utförs. Epikuréerna ansåg att kärlek, sex och vänskap måste separeras. Epikuréerna ansåg att det egentligen inte är något fel med obesvärat sex, men att kärlek och vänskap är mycket viktigare. Epikuros som ledare i Epikuros trädgård förbjöd endast det sexuella umgänge som är förbjudet enligt lag. Epikuros betonade att sexuellt umgänge aldrig får utövas under, som epikuréerna ansåg det, den felaktiga tron att det är "nödvändigt".
Angående citatet i detta stycke så lär Epikuros ha ansett att familjeliv "hindrar oss från viktigare strävanden". Man bör vänta med att skaffa barn tills omständigheterna och tidpunkten i ens liv är de rätta. Dock anser Epikuros och hans följeslagare att vänskap är viktigare än familjeliv.

### Vänskap

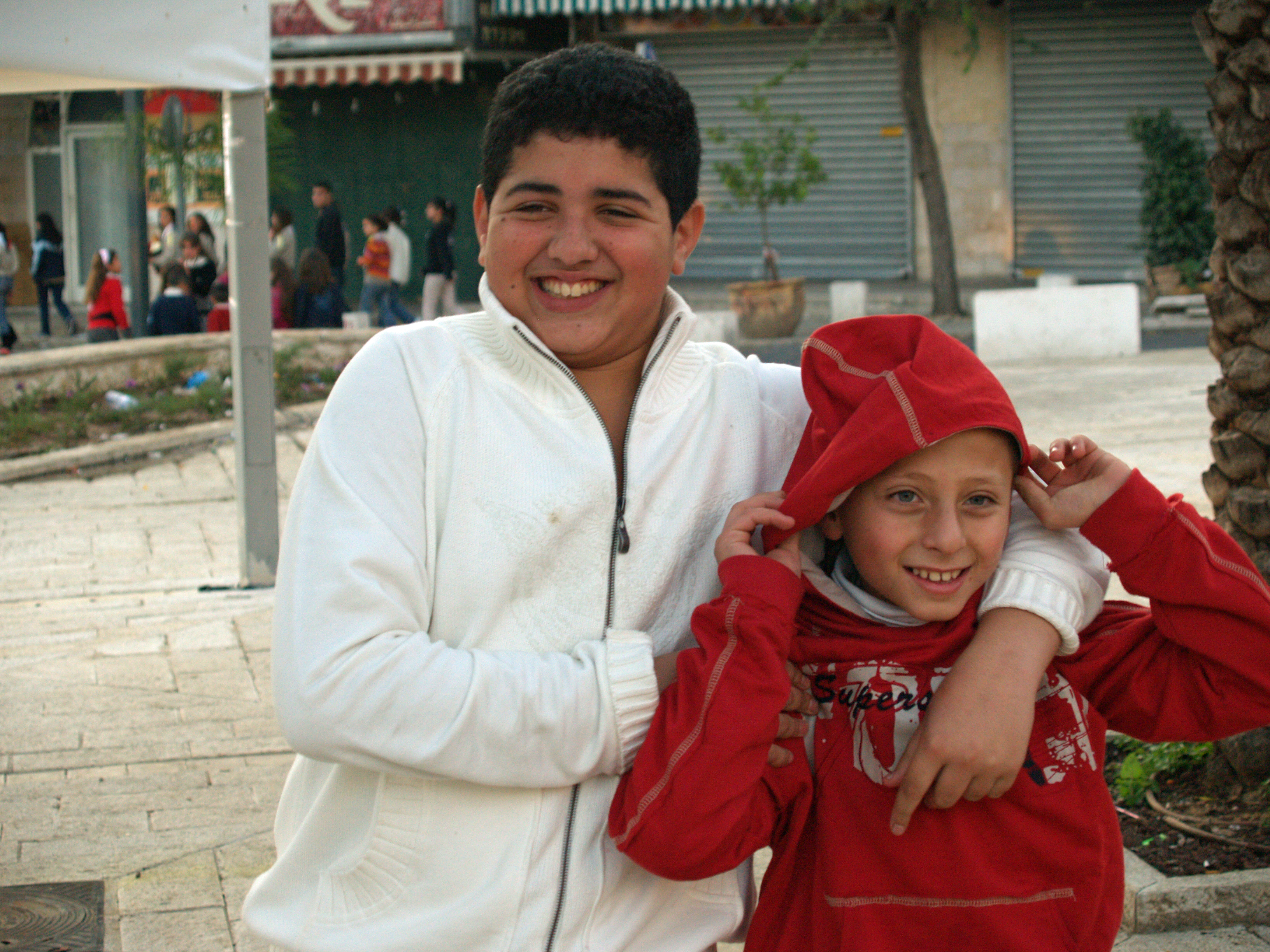
"Vänskap dansar runt världen och berättar för oss att vi måste vakna upp för att se lyckan", är ett känt citat av Epikuros.

Epikuros värderade vänskap högt och lovordade den med extravaganta termer, som exempelvis syns i följande citat av honom: "vänskap dansar runt världen och berättar för oss att vi måste vakna upp för att se lyckan".
Vänner kan ge den största tryggheten åt varandra, medan ett liv utan vänner är ensligt och omgett av risker. Detta berörs i den 28:e lärosatsen:
| ” | Samma övertygelse som inspirerar tro i, att inget vi har att vara rädda för är för evigt eller ens lång tid, gör det också möjligt för oss att se, att i det begränsade onda i detta livet, finns det ingenting som stärker vår trygghet så mycket som vänskap | „ |

För att vänskap ska uppstå, måste personerna kunna lita på varandra, och vänner bör behandla varandra lika väl som de behandlar sig själva, samt så bör vänner kunna lita på stöd från varandra, när någon i vänskapskretsen har hamnat i någon form av knipa. Vänner bör alltså enligt epikurismen ställa upp för varandra. Epikurismen anser vänskap som direkt kopplat med lycka och som nödvändigt får att nå ataraxia.
Epikuros Trädgård, som Epikuros levde i med sina vänner, införlivade detta livsideal.
Den viktigaste lärosatsen 27 behandlar även den vänskap: "Av alla medel som visdom anskaffar för att garantera lycka hela livet igenom, är den klart viktigaste vänskap". VL 39 och VL 40 behandlar även de vänskap.
Epikurismen ser vänskap som en säker form för att skapa välbefinnande.
Epikuros sa att den vise mannen visar tacksamhet mot sina vänner och ständigt pratar positivt om dem, vare sig de är närvarande eller inte.
Epikuros gick så långt att han även sa att den vise mannen är villig att dö för en vän.
Epikurismens fokus på vänskap är ej på "en och en-situationer", utan på ett nätverk av vänner, som det var i de epikuréiska sällskapen.

#### Vatican Sayingssom behandlar vänskap
- VS 23[102]: | ” | Varje vänskap är värd att välja för dess egen sak, då den tar sitt ursprung från de fördelar som den tilldelar oss | „ |
- VS 28[103]: | ” | Man bör ej lägga sin godkännelse till de som är övermåttligt benägna för vänskap, ej heller de som är helt motvilliga. Men man måste vara villig att riskera någonting, för vänskapens skull. | „ |
- VS 34[104]: | ” | Vi behöver inte nyttigheten från våra vänner så mycket som vi behöver känna oss säkra angående den nyttigheten | „ |
- VS 39[105]: | ” | Den kvarstående vännen är ej han som konstant söker efter nytta hos vännen, ej heller han som aldrig sammankopplar vänskap med nyttighet hos vännen. För den förra gör tacksamhet till en kommersiell affär, medan den senare förstör gott hopp inför framtiden | „ |
- VS 66[106]: | ” | Låt oss dela våra vänners lidelse ej med sorgsenhet, men med eftertänksam delaktighet | „ |

### Rättvisa
Epikuros var en av de första filosofer att ge en väl utvecklad kontraktsteori om rättvisa:
Epikuros menar att rättvisa är en överenskommelse mellan människor att varken skada andra eller själv bli skadad. Han säger också att vår uppfattning om rättvisa bör bygga på vad som är nödvändigt för att människor ska kunna leva tillsammans.

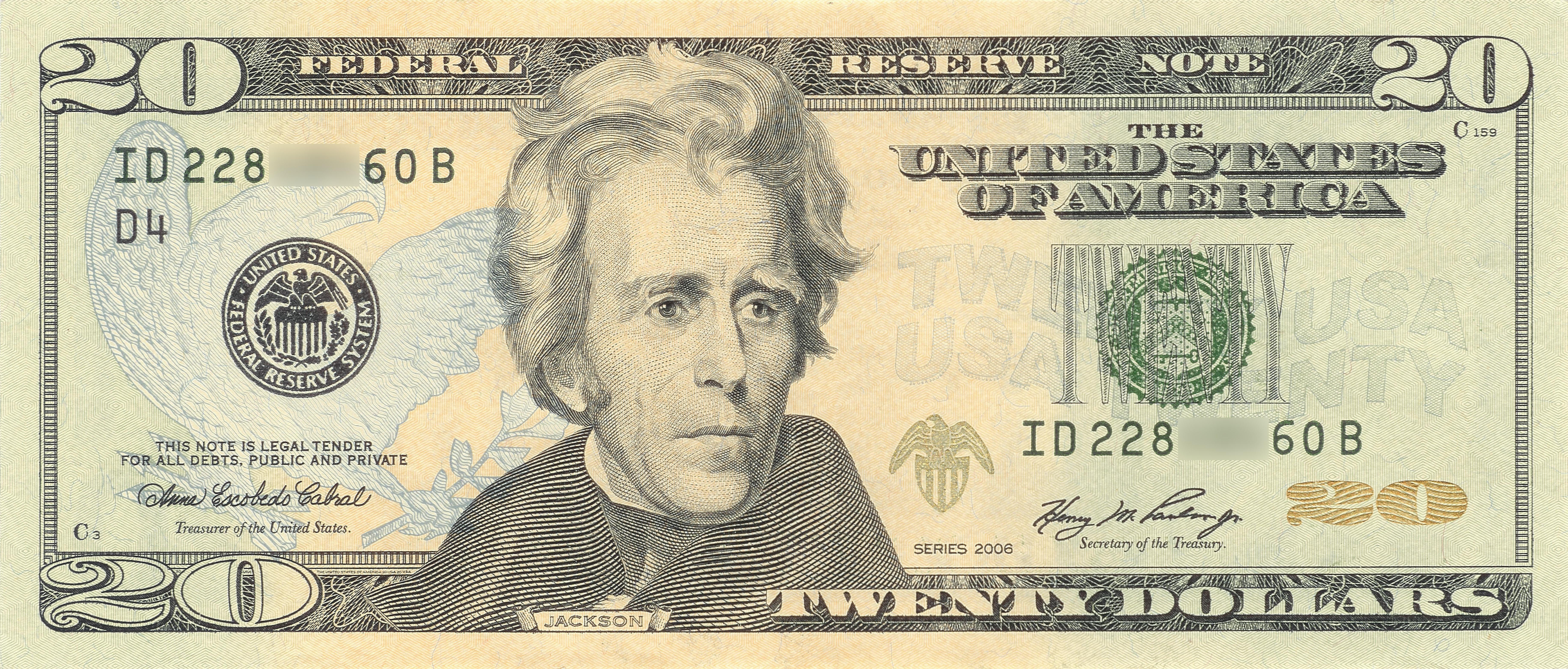
Epikuréer anser själva att de inte är i behov av mycket pengar.

Epikuréer anser själva att de inte behöva bryta mot någon lag, då de anser sig ej vara i behov av makt eller mycket pengar. Epikuréerna anser att en förmögenhet ofta drar med sig mer bekymmer än lycka.VL 5 beskriver denna rädsla: 
| ” | Det är omöjligt för en man som i hemlighet kränker villkoren för överenskommelse att inte skada eller bli skadad, att känna sig säker på att han kommer att förbli oupptäckt, även om han redan flytt tiotusentals gånger; för intill sin död kan han aldrig vara riktigt säker på att han inte kommer bli upptäckt | „ |

Epikurismen argumenterar för att rättvisa är beroende av samspel, se bland annat VL 31 och VL 32: 
| ” | Naturlig rättvisa är en uppgörelse till ömsesidigt gagn, för att förhindra en man från att skada eller bli skadad av andra | „ |

| ” | De djur som är inkapabla att ingå bindande överenskommelser med varandra att inte tillfoga eller ådra sig skada är utan vare sig rättvisa eller orättvisa; och likadant är det för de människor som antingen inte kunde eller inte hade viljan att ingå överenskommelser att inte tillfoga eller ådra sig skada | „ |

Som dygderna anser epikurismen att ett rättvist beteende är nödvändigt primärt för det goda det bidrar med.
Epikurismen anser att det inte finns någonting som "absolut rättvisa", VL 33:
| ” | Det har aldrig funnits en sådan sak som absolut rättvisa, bara överenskommelser ingångna gemensamt mellan män på olika platser vid olika tidpunkter som en garanti mot tillfogande av lidelse eller smärta | „ |

Epikurismen anser att det inte är något dåligt i orättvisa i sig, men konsekvenserna och rädslan som det medför, är dåliga, och det är enligt epikurismen en primär anledning till att man ska leva rättvist. VL 34:
| ” | Orättvisa är inte något ont i sig, men bara som en följd av rädslan som är associerad med faran att bli upptäckt av dem som är förordnade att bestraffa sådana handlingar | „ |

Epikurismen anser att en stor anledning att inte handla orättvist är rädslan som uppstår för att bli upptäckt, och den psykiska smärta det medför. Detta är en nödvändig rädsla anser epikurismen. VL 35:
| ” | Det är omöjligt för en man som i hemlighet kränker villkoren för överenskommelse att inte skada eller bli skadad, att känna sig säker på att han kommer att förbli oupptäckt, även om han redan flytt tiotusentals gånger; för intill sin död kan han aldrig vara riktigt säker på att han inte kommer bli upptäckt | „ |

Eftersom samhällskontraktet syftar till att skydda det som är nyttigt för medlemmarna i samhället, är det bara de lagar som verkligen tjänar detta syfte som kan anses rättfärdiga. Ett förbud mot mord är därför rättfärdigt, medan lagar som förbjuder rasblandning inte är det. Epikurismen argumenterar för att rättvisa inte nödvändigtvis bör vara likadan från en plats till en annan, VL 36:
| ” | Allmänt sett är rättvisa densamma för alla, då det är något som befunnits vara av ömsesidigt gagn i mäns handlande, men dess tillämpande på vissa platser eller under andra omständigheter innebär inte nödvändigtvis rättvisa för alla | „ |

Epikuréerna filosoferade även kring "lag" och "rättvisa". Liksom dygderna värderas rättvisa enbart för dess bidragande orsaker, på grund av dess nytta för varje medlem i samhället. Se VL 37 och VL 38:
| ” | Bland ting som av lagen hålles för rättvisa, har allt sådant som bevisligen är till gagn i mäns handlande stämpel av rättvisa, även om det inte är samma för alla; men om en man gör en egen lag och den inte visar sig vara av gemensam fördel, då är den inte längre rättvis. Och om det som är till gemensamt gagn varierar och bara för en tid stämmer överens med vårt rättvisebegrepp, så är det icke desto mindre vid den tidpunkten rättvist för dem som inte ödar kraft på tomma ord, utan bara ser till fakta | „ |

| ” | I de fall då ting hållna av lagen för att vara rättvisa likväl, utan någon ändring i omständigheterna, visar sig inte stämma överens med rättvisebegreppet i faktisk praktik, där är sådana lagar egentligen inte rättvisa; men i de fall lagarna upphört att vara till gagn på grund av ändrade omständigheter, då var lagarna likväl rättvisa vid den tidpunkten då de var till gagn för det gemensamma agerandet mellan medborgarna; de upphörde dock att vara rättvisa när de inte längre var fördelaktiga | „ |

## Missuppfattningar
Epikurismen är i modern tid ofta missförstådd med ordet "epikuré", som en filosofi som uppmuntrar lyx och njutning utan måtta, som om filosofin uppmuntrade överdriven sinnlig njutning.
Då epikurismen eftersträvar njutning, är epikurismen vanligtvis missförstådd som en filosofi som uppmuntrar varje njutning man kan tänka sig, som att exempelvis att konstant festa eller att ägna sig åt lösaktigt sexuellt umgänge. Så är dock inte fallet, Vilket syns i maximen "njut - men med förnuft". Epikuros citeras enligt Diogenes Laertius att säga (ungefärligt): "Den visa mannen ägnar sig aldrig åt fylleri".
Epikuros levde kostmässigt mestadels på bröd och vatten, vid festligheter åt han gärna ost. Angående ost, så har Epikuros sagt (ungefärlig översättning till svenska):
"Skicka mig en liten mängd ost, så att när jag vill ha en festmåltid, så ska jag ha möjligheten att ha det."

## Anvisningar
1. Var inte rädd för Gud (se Tetrapharmakos)
2. Oroa dig inte för döden (se Tetrapharmakos)
3. Var inte rädd för smärta (se Tetrapharmakos)
4. Lev ett enkelt liv[1]
5. Ansätt välbehag med klokhet[115]
6. Skaffa vänner och bete dig gentemot dem med godhet[99][97]
7. Var ärlig i dina affärer och i ditt privatliv[51][95]
8. Undvik kändisskap och politiska ambitioner[32]

En mängd av de viktigaste lärosatserna berör alla punkter ovan. 
Simpelheten, lev ett enkelt liv (punkt 4), kan även förklaras med ett epikureiskt motto i vilken det framgår att epikuréerna anser att den lyckliga ej behöver tillgång till materiell lyx, utan klarar sig gott med det enklare; trygghet angående framtiden är det viktiga.
| ” | Det är bättre för Dig att känna trygghet [angående framtiden], medan Du ligger på en billig bädd, än att känna Dig osäker inför framtiden medan Du har en gyllene bädd med ett extravagant bord" | „ |

Självförsörjning är enligt epikurismen den största njutningen av alla.

## Epikuros trädgård

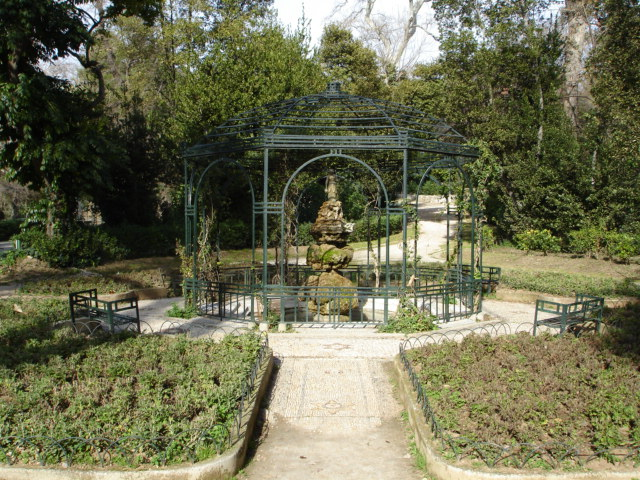
Epikuros skola fick namnet "Epikuros trädgård", efter att Epikuros köpt en trädgård i en förort till Aten (denna trädgård har inget att göra med "Epikuros trädgård").

Epikuros trädgård grundades i Aten 306 f.Kr. Där köpte han en trädgård i en förort. Därav fick hans skola namnet "Epikuros trädgård". Trädgården, som var sluten, låg långt bort från det politiska tumultet i centralare Aten, utan låg närmare lugnet vid landsbygden.
Epikuros köpte trädgården för 80 minae, Istället för att försöka vinna över hela städer och nationer, som tidigare filosofer hade gjort, ville Epikuros locka enstaka individer till den epikuréiska subkulturen (Epikuros: "Jag kände aldrig behov att behaga mångfalden, för jag lärde mig inte det som behagar dem, och det som jag lärde mig, var långt avlägset från deras uppfattningsförmåga" ). Epikuréernas liv, tillsammans, grundade sig på medlemmarnas vänskap och på deras gemensamma tro på Epikuros lära. Det var inom trädgården som Epikuros blev känd för sin stora kärlek till vänskap, och hans ovanligt liberala attityd, genom att han tillät kvinnor och slavar, även prostituerade "under behandling", till den innersta cirkeln i skolan. Bevarade fragment från brev av Epikuros och hans anhängare vittnar om mästarens (Epikuros refererades ibland till som "mästaren") och anhängarnas vilja i att hjälpa varandra; epikuréerna var föga intresserade av världen i allmänhet, men just intresserade av att hjälpa varandra "i gruppen".
Epikuros trädgård kan sägas "erbjöd en annorlunda livsstil". Professor Benjamin Farrington skriver:
| ” | Trädgården var en träningsbas för missionärer, huset var ett center för intensiv propaganda. Från fragment från tiden tiden, som har överlevt, vet vi: "Brev till Lampsakos", "Brev till vänner i Egypten", "brev till vänner i Asien", "brev till älskare av vishet i Mytilene". Epikuros framstod i sina brev som en föregångare till Paulus. | „ |

Senare kritiker har försökt att uppväcka fördomar gentemot epikuréerna, för att de skulle vara tygellösa och släpphänta, men detta brukar avfärdas av nutida filosofhistoriker som förtal. Det brukar också argumenteras att förstahands vittnesbörd porträtterade Epikuros som en man som hade "god välvilja". "God välvilja" är allmänt sett förespråkat av epikurismen, till exempel så har Filodemos skrivit följande, ungefärlig översättning, "..och jag bad dem att alltid visa välvilja till andra män".
Vidare anser epikuréer att trädgårdens sanna anda också kan bedömas genom den inskrift som stod på den port som välkomnade de som gick in i trädgården:
| ” | Främling, här ska du med glädje stanna; här är välbehag vårt högsta goda. Skötaren för boningen, en vänlig värd, ska vara redo för dig; han kommer att välkomna dig med bröd, och servera dig med vatten, även det i en stor mängd, med dessa ord: ” Har du inte blivit väl omhändertagen? Denna trädgård ökar inte din aptit, men släcker den. | „ |

Epikuros, som grundare till trädgården, kallade gemenskapen i den för: "vår heliga gemenskap".
Det fanns även andra samlingsplatser för epikuréer än trädgården, som även de var platser där epikuréer levde tillsammans. Epikuros själv grundade tre epikureiska sällskap, med "trädgården" som den slutgiltiga.

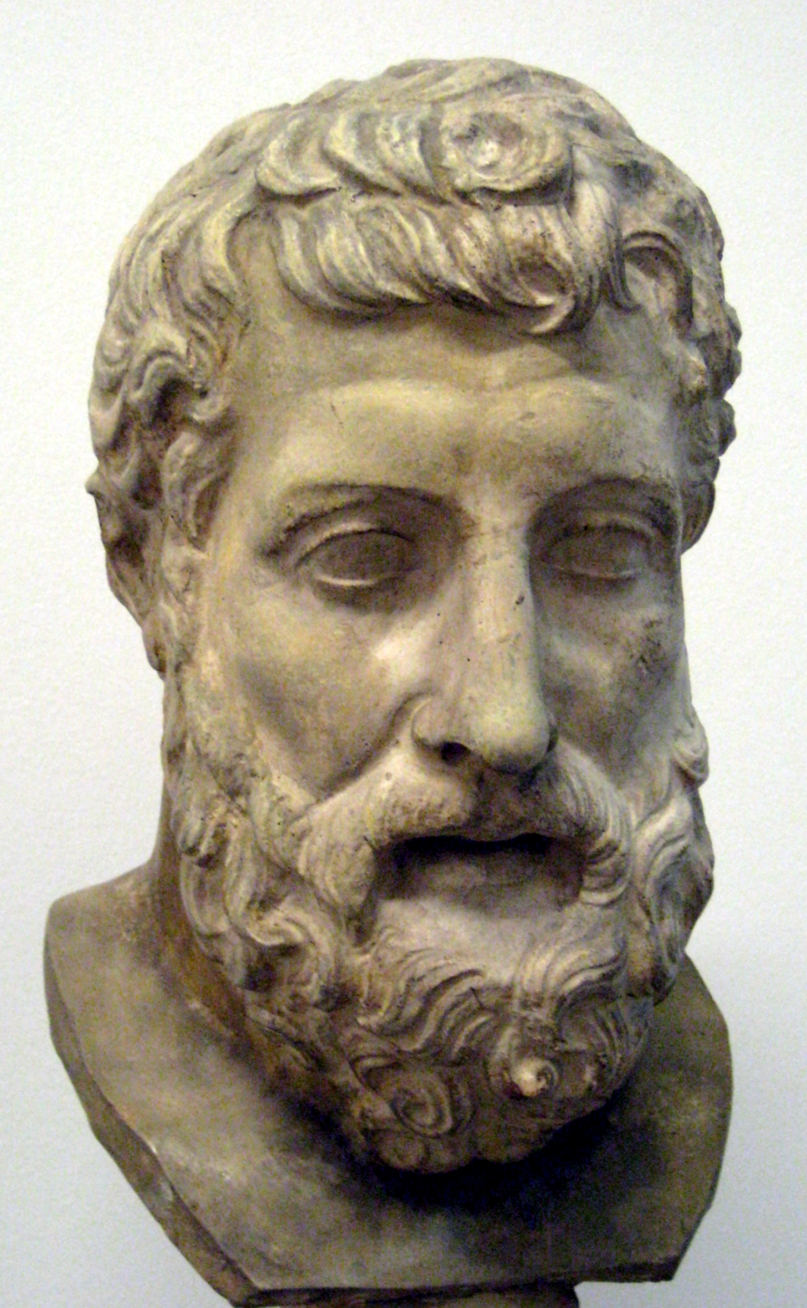
Hermarchos tog över ledningen av trädgården efter Epikuros bortgång. Ingen av de flertal verk han (Hermarchos) skrev har överlevt.

## Tetrapharmakos
Tetrapharmakos, bokstavligen "Det fyrfaldiga läkemedlet", är en dikt av Epikuros som på många sätt sammanfattar epikurismens filosofi. Dikten är nedskriven av Filodemos.
| ” | Frukta inte gud Bekymra dig inte om döden Det som är gott är enkelt att få och det som är förfärligt är enkelt att uthärda (Filodemus, Herculaneum Papyrus, 1005, 4.9-14) | „ |

Ett utdrag ur Epikuros brev till Menaikeus, som passar in på denna dikten är, ungefärlig översättning:
| ” | För vem tror du är bättre än en man som har fromma åsikter om gudarna, aldrig är rädd för döden, har resonerat fram det naturliga målet för livet, och förstår att gränsen för goda ting är lätt att uppnå helt och lätt att tillgodose, och att gränsen för dåliga ting antingen har en kort varaktighet eller skapar lite problem? | „ |

Angående Gudar, trodde Epikuros att Gudar existerar, att de består av atomer, men att de varken straffar eller belönar människan.

## Kanoniken
Kanoniken har sitt namn efter det grekiska ordet kanõn, eller måttstock, och handlar om att sätta ut kriterier för sanning. I modern filosofi hade man kallat kanoniken för epistemologi. I Kanoniken beskriver Epikuros tre "sanningskriterier": sinnesförnimmelserna (astheseis), förbegreppen (prolepseis) och känslorna (pathe).
Kanoniken är en teori och rättesnören för omdömen, och kan sammanfattas som att vara ett hjälpmedel för att ägna sig åt filosofiska frågor. Kanoniken, som är en kunskapsteori, är helt igenom empirisk.

## Metafysik

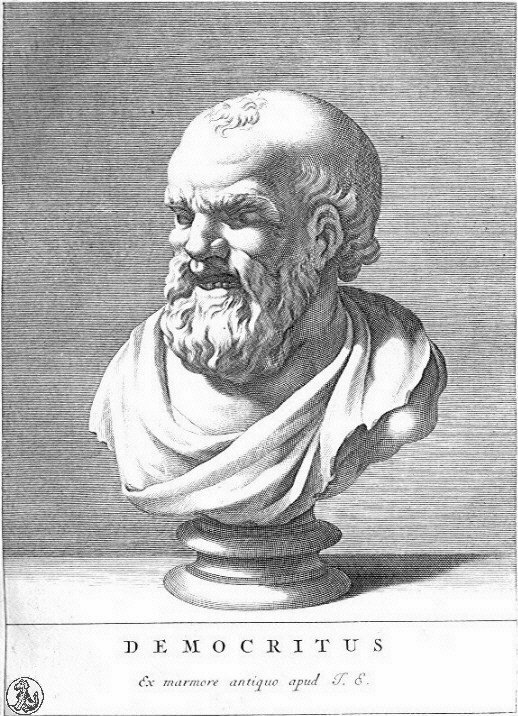
Epikuros försökte återuppliva Demokritos metafysik.

Epikurismens metafysik är en viktig grundsten i den epikureiska filosofin. Den bygger på atomläran såsom utformad av de tidigare filosoferna Demokritos och Nausiphanes. Epikuros menade att universum är obegränsat, evigt, och bestående av ingenting annat än kroppar och tomrum. Vidare så trodde Epikuros att universumet vi lever i, endast är ett av många.
Universum är enligt epikurismen som sagt evig, men ej just den världen som vi idag lever på. Enligt epikurismens tro kommer den ej att existera för all framtid, och vidare hävdar epikurismen att det inte finns någon gud som skapade den (världen).
Epikurismen säger i sin metafysik att allting som existerar är atomer och tomrum.
Epikuros erkände aldrig inflytandet Demokritos hade på epikurismens metafysik.

## Epitafium
Det finns ett epitafium från epikurismen, som ses på antika gravstenar i Romerska kejsardömet, och som i dagens tid ofta används på humanistiska begravningar.  Epitafiet lyder enligt följande: Non fui, fui, non sum, non curo. Översättning till svenska:
| ” | Jag var inte; Jag har varit; Jag är inte; Jag bryr mig inte | „ |

## Kultur
Epikuros hävdade att "den vise mannen är den enda som kan konversera korrekt om musik och poesi, men han själv skriver aldrig dikter".

## Andra världar
I brevet till Herodotos så berättar Epikuros att han tror att det finns ett "oändligt antal världar, båda sådana som är lika denna värld, och sådana som är olika denna värld".

## Själen
Som anhängare till Demokritos atomteori, så ser epikuréerna själen som utspridd i kroppen genom väldigt fina partiklar, och när kroppen dör och förintas, förintas även själen. Själen skiljer sig från kroppen, enligt vad epikurismen tror, endast genom att den består av en finare typ av atomer. Epikuros hävdade att själen består av två delar, en i bröstkorgen, och en utspridd i hela kroppen. Samt att själen är uppdelad i fyra delar; däribland en viss del luft. Epikuréerna hävdar att själens lust endast är resultatet av frihet från olust.

## Drömmar
Drömmar har enligt epikurismen varken en gudomlig eller profetisk kraft, utan är resultatet av de bilder som gör intryck på oss.

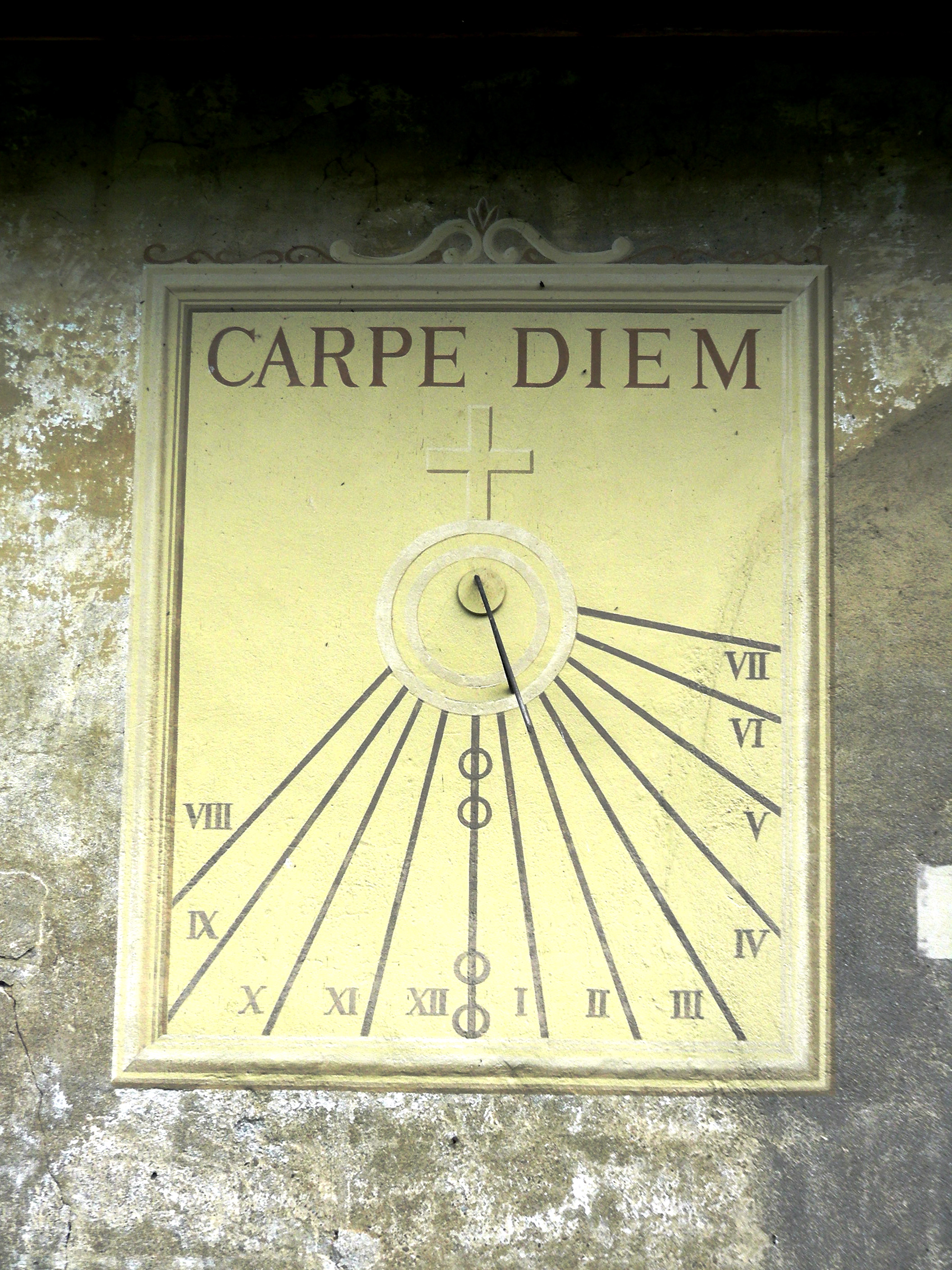
Carpe diem (fånga dagen) är ett uttryck som kan tolkas som ta vara på dagen. Den tolkningen och liknande kan ses som illustrerande för epikurismen. Uttrycket myntades av Horatius, som var anhängare av epikurismen.

## Kända epikuréer
Thomas Jefferson refererade sig själv, under den senare delen av sitt liv, som epikuré. Andra anhängare till Epikuros lära inkluderar renässanshumanisten Cosma Raimondi, Horatius (vars kända fras Carpe diem "Fånga dagen", kan säga illustrera filosofin), och senare Gassendi, Bernier, Saint-Evremond, Ninon de l'Enclos, Diderot, Jeremy Bentham, samt Nietzsche. Bland dagens mer framstående sympatisörer av epikurismen, kan bland annat Michael Onfray nämnas. Christopher Hitchens har också refererat till sig själv som epikuré.
Karl Marx hade Epikuros som ämne i sin doktorsavhandling från 1841 (Die Differenz der demokritischen und epikureischen Naturphilosophie).

## Vidare läsning

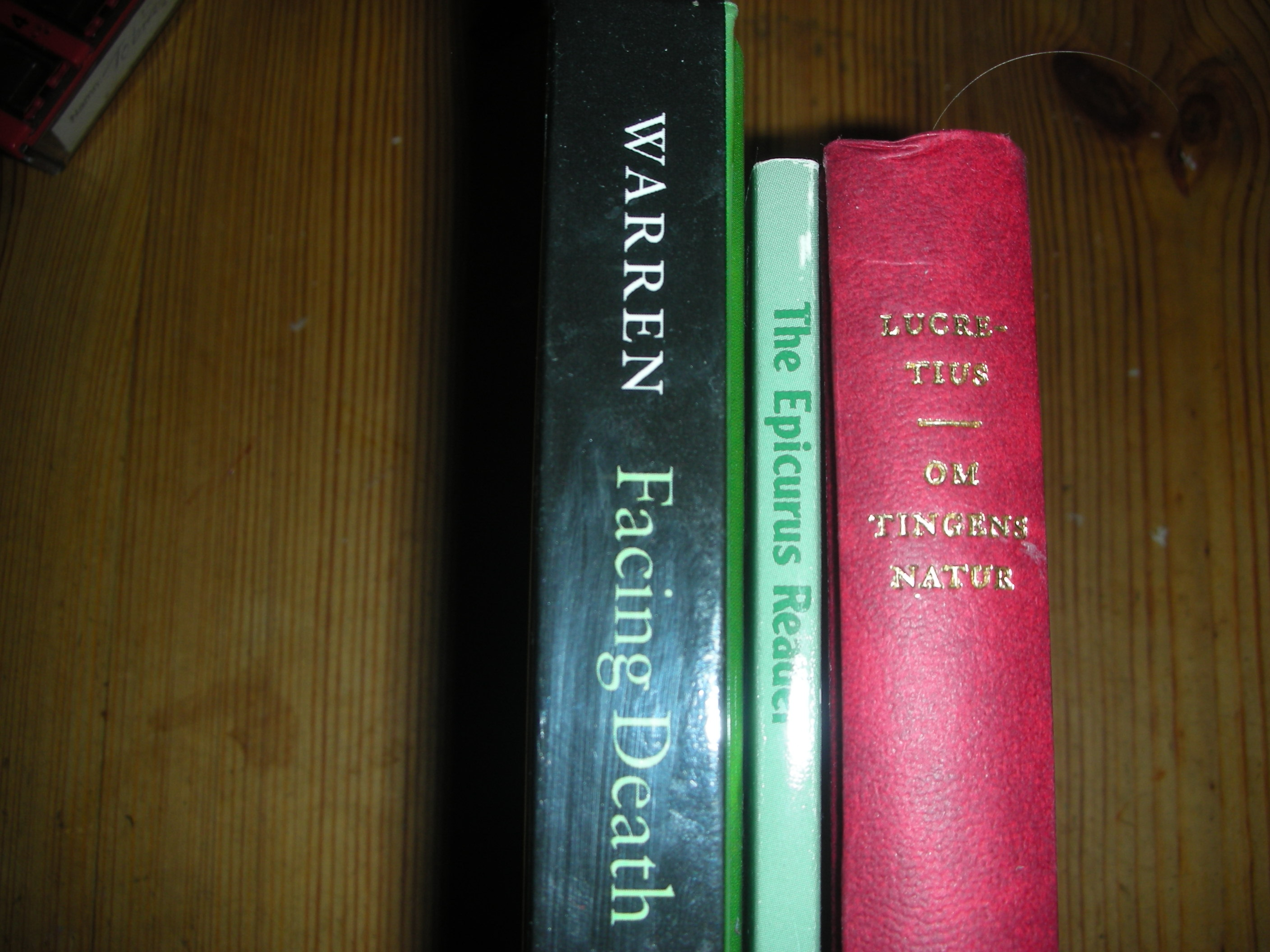
Epikureisk litteratur. Här Facing Death: Epicurus and his Critics, The Epicurus Reader: Selected Writings and Testimonia samt Om tingens natur.